# Капланян, Рачья Никитович
Рачья Никитович (Грачья Мкртичевич) Капланян (арм. Հրաչյա Ղափլանյան; 1923—1988) — армянский, советский актёр, театральный режиссёр, педагог. Народный артист СССР (1971). Лауреат Государственной премии СССР (1978) и двух Государственных премий Армянской ССР (1975, 1979).

## Биография
Рачья Капланян родился 14 ноября 1923 года в селе Гяргяр, неподалёку от посёлка Степанаван (ныне в Лорийской области Армении) (по другим источникам — в Ленинакане, ныне Гюмри), в семье рабочего, одного из основателей Ленинаканской текстильной фабрики.
Впервые выступил на сцене в 12-летнем возрасте в Ленинаканском театре им. А. Мравяна (ныне Гюмрийский драматический театр им. Вардана Аджемяна).
С 1937 по 1962 год (с перерывами) — актёр Ереванского ТЮЗа (с 1945 — режиссёр, с 1953 по 1956 и с 1959 по 1962 — главный режиссёр).
Одновременно с работой в театре учился в Ереванском театральном училище им. В. И. Немировича-Данченко (ныне Ереванский государственный институт театра и кино), которое окончил в 1940 году. Уроки режиссуры получил в театре, у педагога и постановщика Тиграна Шамирханяна.
Участник в войны.
В 1952—1953 годах стажировался в Московском Художественном театре, где работал ассистентом режиссёра у М. Н. Кедрова в спектаклях «Дачники» М. Горького и «Залп Авроры» М. В. Большинцова и М. Э. Чиаурели
С 1956 по 1959 и с 1986 года — главный режиссёр Ереванского театра им. Г. Сундукяна.

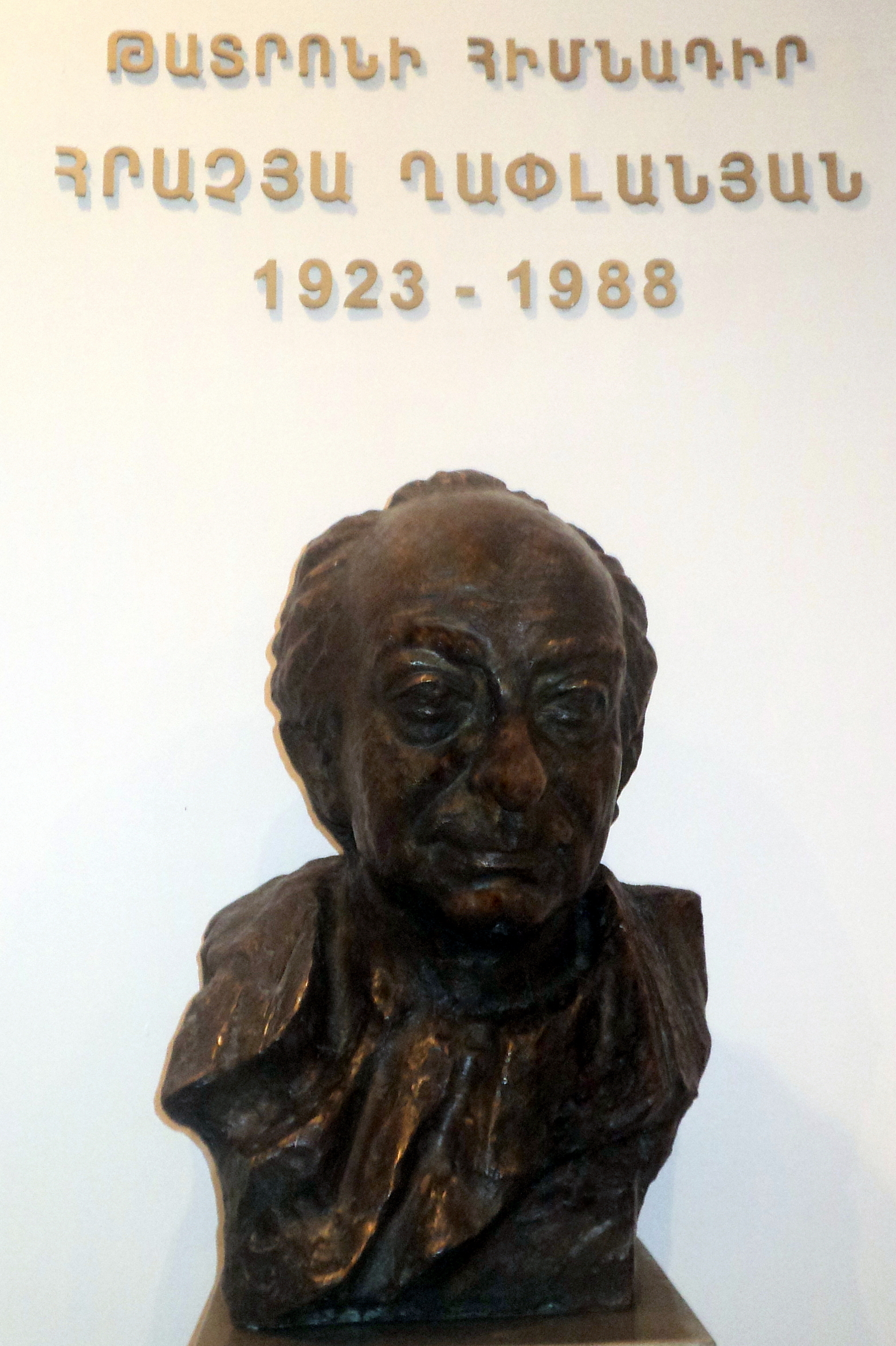
Скульптурный портрет Грачья Капланяна в фойе драматического театра.

С 1962 по 1965 год — главный режиссёр Ереванского театра оперы и балета им. А. Спендиарова.
Ставил спектакли также в театрах Москвы, Баку, Киева, Братиславы.
В 1966 году создал первый в СССР театр «Дружба», на сцене которого гастролировали театральные коллективы всей страны.
С 1966 года — председатель Армянского театрального общества. При обществе создал Студию, в которую набирал молодых артистов. В 1967 году Студию преобразовал в Ереванский драматический театр (ныне носящий его имя), которым и руководил.
Преподавал в Ереванском художественно-театральном институте (профессор).
С 1950 года — член Союза писателей Армении.
Депутат Верховного Совета СССР 9—10 созывов (1974—1984).

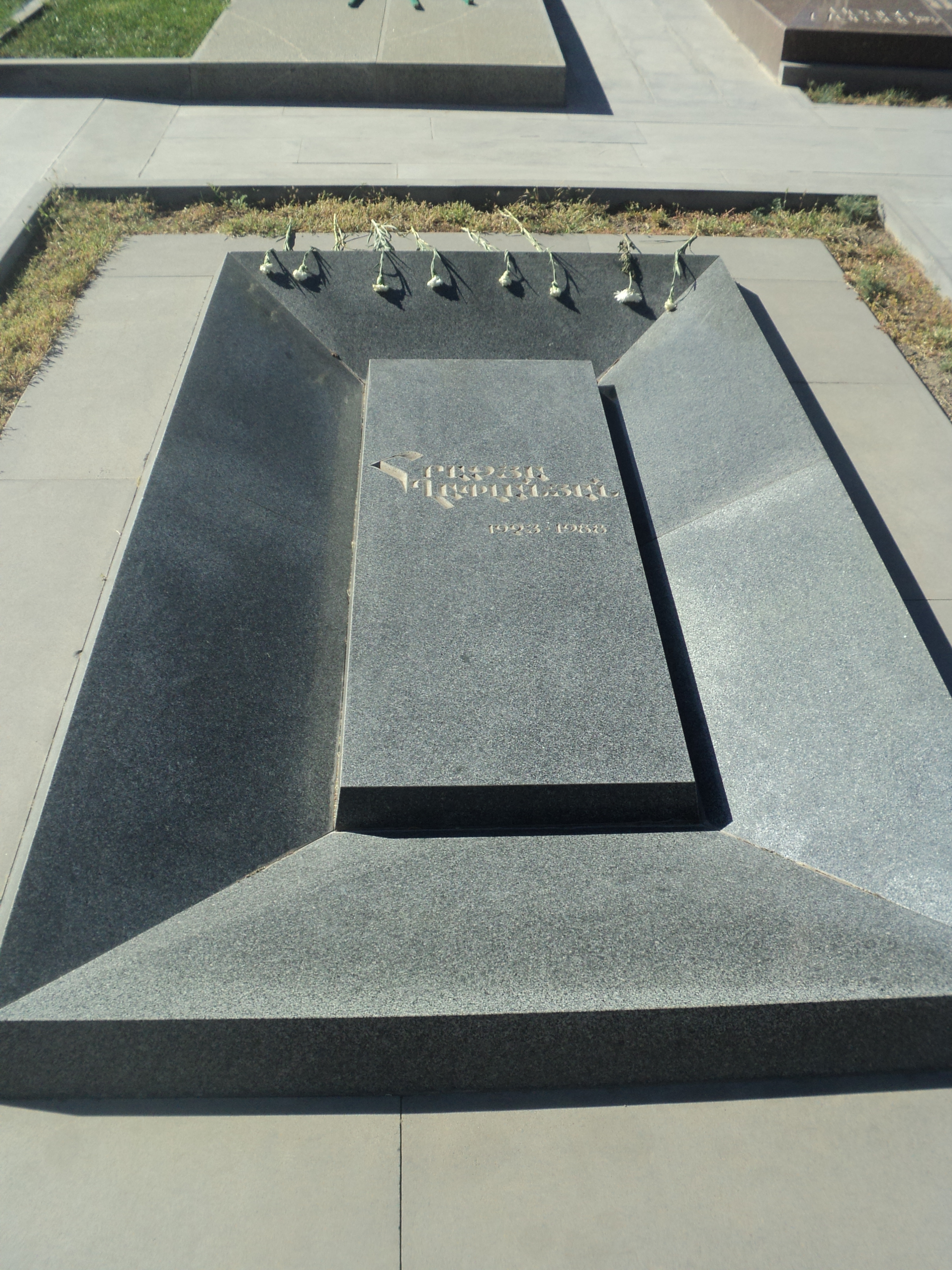
Могила Капланяна

Скончался 17 августа 1988 года в Ереване. Похоронен в пантеоне парка имени Комитаса.

### Семья
- Отец — Георгий Саркисович Енгибаров, шеф-повар в ресторане «Метрополь» в Москве.
- Отчим — Мкртич Капланян (Хапланян).
- Единокровный брат — Леонид Енгибаров (1935—1972), клоун-мим. Народный артист Армянской ССР (1971).
- Супруга — Эмма Серобовна Варданян (1921—2009), актриса. Народная артистка Армянской ССР (1975).
- Дочь — Тата (Татевик) Капланян (1952—2010), актриса, жила в Лос-Анджелесе (США), похоронена в Ереване.
- Дочь — Анаида Капланян (род. 1947), актриса.
- Внебрачная дочь — Татьяна Сергеевна Ухарова (Буркова-Ухарова) (род. 1946), актриса , вдова актёра Георгия Буркова[2].

## Звания и награды
- Заслуженный артист Армянской ССР (1954)
- Заслуженный деятель искусств Армянской ССР (1961)
- Народный артист Армянской ССР (1966)
- Народный артист СССР (1971)
- Государственная премия СССР (1978) — за спектакль «Кориолан» У.. Шекспира, поставленный на сцене АрмГАДТ имени Г. С. Сундукяна
- Государственная премия Армянской ССР (1975, 1979)
- Орден Октябрьской Революции (1986)
- Орден Отечественной войны 2 степени (1985)[3].
- Орден Дружбы народов (1981)
- Премия имени Алексея Попова (1986) — за спектакль «Дитя квартала» М. Мнацаканяна.

## Творчество

### Роли в театре

#### Ленинаканский театр им. А. Мравяна
- «Гикор» по О. Т. Туманяну — Гикор

#### Ереванский ТЮЗ
- «Сын полка» по В. П. Катаеву — Ваня Солнцев
- «Слуга двух господ» К. Гольдони — Труффальдино
- «Молодая гвардия» по А. А. Фадееву — Сергей Тюленин
- «Снежок» В. А. Любимовой — Дик
- «Дэвид Копперфильд» по Ч. Диккенсу — Дэвид Копперфильд
- «Артист» по А. М. Ширванзаде — Артист.

### Постановки в театре

#### Ереванский ТЮЗ
- 1947 — «Овод» по Э. Войнич
- 1955 — «Коварство и любовь» Ф. Шиллера
- 1960 — «Ночное чудо» Г. Ягджяна
- 1960 — «Приключения Сура и Сама» А. Шагиняна и В. Хачикяна
- «Эзоп» («Лиса и виноград») Г. Фигейредо
- «Золотой город» О. Т. Туманяна.

#### Ереванский театр имени Сундукяна
- 1956 — «Одна» С. И. Алёшина
- 1958 — «Розы и кровь» А. А. Араксманяна
- 1958 — «Эзоп» («Лиса и виноград») Г. Фигейредо
- 1959 — «Огонь твоей души» А. А. Араксманяна
- 1965 — «Салемские колдуньи» А. Миллера
- 1968 — «Божественная комедия» Исидора Штока
- 1970 — «Отелло» У. Шекспира
- 1978 — «Кориолан» У. Шекспира
- 1986 — «Дитя квартала» М. Мнацаканяна
- 1988 — «Дети Арбата» по А. Н. Рыбакову
- «Казар идет на войну» Г. С. Арутюняна.

#### Ереванский театр оперы и балета им. А. Спендиарова
- 1960 — «Хачатур Абовян» Г. А. Арменяна
- «Евгений Онегин» П. И. Чайковского
- «Царь Эдип» И. Ф. Стравинского
- «Вестсайдская история» Л. Бернстайна.

#### Ереванский драматический театр
- 1967 — «Оптимистическая трагедия» Вс. В. Вишневского
- 1970 — «Любовь и смех» Е. Отьяна
- 1972 — «Ричард III» У. Шекспира
- 1976 — «Восточный дантист» А. О. Пароняна
- 1980 — «Последний учитель» В. П. Петросяна
- 1980 — «Зов богов» П. А. Зейтунцяна
- 1981 — «Война Алой и Белой розы („Генрих VI“)» У. Шекспира
- 1982 — «Игрок» по Ф. М. Достоевскому
- 1984 — «Твоё последнее пристанище» Г. С. Арутюняна
- «Медея» Ж. Ануя
- «Семь станций» С. Б. Капутикян
- «Бесприданница» А. Н. Островского
- «Затюканный апостол» А. Е. Макаёнка
- «Играем Стриндберга» Ф. Дюрренматта
- «Ануш» по О. Т. Туманяну
- «Дневник Анны Франк» по А. Франк.

#### Другие театры
- 1959 — «Огонь твоей души» А. А. Араксманяна (Московский театр им. Ленинского комсомола)
- 1970 — «Признание» С. А. Дангулова (Малый театр)[4]
- 1976 — «Ричард III» У. Шекспира (совместно с М. А. Ульяновым (Академический театр им. Е. Вахтангова)
- 1982 — «Много шума из ничего» У. Шекспира (Молдавский музыкально-драматический театр им. А. С. Пушкина)
- 1983 — «Сирано де Бержерак» Э. Ростана (Малый театр)
- «Каменный господин» Л. Украинки (Малый театр)
- «Восточный дантист» А. О. Пароняна (Бакинский драматический театр им. М. Азизбекова)
- «Живой труп» Л. Н. Толстого (Национальный театр Братиславы).

### Фильмография
Актёр:
- 1941 — «Огонь в лесу» (короткометражный) — Пионер

Режиссёр:
- 1964 — «Мсье Жак и другие» (киноальманах) («Издержки вежливости»)
- 1976 — «Признание» (фильм-спектакль) (совм. с А. Казьминой и М. Турбиной)
- 1982 — «Ричард III» (фильм-спектакль) (совм. с С. С. Евлахишвили и М. А. Ульяновым)
- 1982 — «Кориолан» (фильм-спектакль) (совместно с А. Айрапетяном)

## Литературная деятельность

### Пьесы
- «Разведчики» (совм. с Т. Шамирханяном, 1945)
- «Учитель» (1949) и др.